# MTV

Logotipo de MTV desde 2010 hasta 2022 en los Estados Unidos.

MTV (inicialmente un acrónimo del inglés Music Television) es un canal de televisión por suscripción estadounidense, originalmente establecida en 1981 por Warner-Amex Satellite Entertainment, propiedad de Paramount Skydance Corporation. Actualmente, MTV es controlado por Paramount Media Networks y es la marca principal de un conglomerado de medios que incluye varias cadenas nacionales e internacionales dependientes e independientes, señales especializadas y premios musicales que utilizan la marca en todo el mundo. MTV era un canal conocido por los adultos porque su contenido principal era música, pero desde hace algunos años empezaron a poner en la transmisión series y espacios de telerrealidad.
Inicialmente su mercado potencial eran jóvenes adultos, pero hoy en día se está centrando en gente más joven como adolescentes y jóvenes de 12 a 34 años, porque el canal MTV está transmitiendo series para adolescentes y adultos.
A enero de 2016, aproximadamente 90,6 millones de hogares en Estados Unidos reciben la señal de MTV.

## Historia
En sus inicios fue creado por el empresario y productor musical Robert W. Pittman como un canal dedicado a vídeos musicales, lo que supuso un nuevo concepto para la televisión. Gracias a este formato los espectadores podían ver y ponerle cara a los artistas, lo que suponía un gran cambio frente a la radio. Esto también propició la evolución del videoclip. Con la popularidad de MTV comenzó una revolución en la industria musical, donde ya no solo se le daba un gran impulso a la música, sino que también se creaban nuevas estrellas y se daba popularidad a la gente que salía en el canal, los VJ o Videojockeys.
MTV inició transmisiones el 1 de agosto de 1981 con un vídeo de la banda The Buggles, Video Killed The Radio Star; el segundo vídeo mostrado fue el de Pat Benatar, You better run (véase «Anexo:Primeros vídeos musicales emitidos por MTV»). «Damas y caballeros, rock n’ roll», «Esto es, bienvenidos a MTV, Music Television, el primer canal de música y videos 24 horas del mundo» fueran las primeras palabras emitidas.
En los 80, MTV se vio obligada a emitir vídeos de artistas de raza negra, ya que en sus inicios, solo emitía vídeos de artistas blancos. Esto, debido a la gran cantidad de solicitudes que las personas hacían para ver los vídeos de Michael Jackson. En sus inicios había espacio para todo tipo de géneros ya que lo que importaba era lo que la audiencia quería ver y escuchar.
Durante todos estos años, MTV ha impulsado la carrera y la venta de discos de muchos artistas globales, que hoy son reconocidos mundialmente, tales como: Michael Jackson, Madonna, Britney Spears, Eminem, Lady Gaga, Christina Aguilera, Shakira, Justin Timberlake, Jessica Simpson, Beyonce, Janet Jackson, Kylie Minogue, Pink, entre otros. Esto debido a que MTV promociona y reproduce sus videos musicales en todo el mundo, de acuerdo al nivel del artista (si es un artista global o solo de un sector del mundo).
Actualmente, el canal MTV ha girado completamente su programación desde los años 1990 a series y telerrealidad, como por ejemplo Teen Mom, Catfish o Jersey Shore o dibujos animados como Beavis and Butt-head. Tanto es así que en el año 2011, el canal decidió retirar la leyenda Music Television de su logotipo, oficializando así, que ya no es solo un canal de música. En el año 2016 se anunció que volvería a ser Music Television y que relanzarían programas clásicos como unplugged.
Fue, además, patrocinador de un equipo de Fórmula 1 en la década de 1990, de la escudería Simtek.

## Internacionalización
MTV ha cambiado mucho desde sus primeros días de programación. Comenzó sus emisiones en Nueva York pero más tarde se fue extendiendo por todo Estados Unidos y después por el resto del mundo. Se convirtió en MTV Networks y ha crecido tremendamente. Cuenta con más de 71 600 000 suscriptores en Estados Unidos y llega a 301,2 millones de suscriptores en 82 países, tiene 9105 afiliadas y emite 24 horas al día.
MTV se ha expandido internacionalmente: incluyendo MTV USA, MTV Europe (1987), MTV Brasil (1990), MTV Japón (1992), MTV Latinoamérica (1993), MTV China (1995), MTV Asia (1995), MTV UK (1997), MTV Francia (2000), MTV España (2000) o MTV en África (2005).

## Vídeos musicales
El propósito original del canal MTV era ser «Music Television» (televisión musical), reproduciendo vídeos musicales las 24 horas del día, siete días a la semana, guiado por personalidades de la televisión conocidos como VJ o videojockeys. Los lemas originales del canal eran «Nunca volverás a ver la música de la misma manera» y «Por cable. En estéreo». Aunque el canal original de MTV ya no reproduce vídeos musicales las 24 horas del día, siete días a la semana, varios de sus canales derivados sí que lo hacen, incluyendo MTV Hits y MTV Live. Además, los espectadores puede ver vídeos bajo demanda en MTV.com. MTV continúa apoyando una amplia selección de vídeos musicales en sus canales internacionales.

## Eventos
Es una compañía de música, la cual ha brindado mucho éxito para la fama de los artistas al promocionar sus canciones, esta es una lista de las premiaciones que se dan año con año en la cadena.

###### Anuales
- MTV Video Music Awards
- MTV Europe Music Awards
- MTV Movie & TV Awards
- Premios MTV Miaw
- MTV Video Music Awards Japan

###### Descontinuados
- Premios MTV Latinoamérica (2002-2009)
- MTV Movie Awards Latinoamérica (2003-2004)
- MTV Video Music Awards Brasil (1995-2012)
- MTV Italian Music Awards (2006-2017)
- MTV Asia Awards (2002-2008)
- MTV Russia Music Awards (2004-2008)
- Premios MTV MIAW Brasil (2018-2022)